# Muhamadasman Satoh
Muhamadasman Satoh (thailändisch มูฮําหมัดอัสมาน สะเตาะ, * 18. Oktober 2000) ist ein thailändischer Fußballspieler.

## Karriere
Muhamadasman Satoh spielte 2019 beim Srisaman FC. Mit dem Verein spielte er viermal in der Bangkok Premier League. 2020 wechselte er zum Surat Thani FC. Der Verein aus Surat Thani spielte in der vierten Liga, der Thai League 4. Hier trat Surat Thani in der Southern Region an. Nach zwei Spieltagen wurde die Saison wegen der COVID-19-Pandemie unterbrochen. Während der Unterbrechung wurde vom Verband beschlossen, dass nach Wiederaufnahme des Spielbetriebs die dritte und die vierte Liga zusammengelegt werden. Die dritte Liga wurde auf sechs Regionen aufgeteilt. Surat Thani spielte fortan in der Southern Region der dritten Liga. Zu Beginn der Saison 2021/22 wechselte er zum Zweitligisten Ranong United FC. Sein Zweitligadebüt für den Klub aus Ranong gab Muhamadasman Satoh am 9. Oktober 2021 (7. Spieltag) im Heimspiel gegen den Erstligaabsteiger Sukhothai FC. Hier wurde er in der 61. Minute für Chartdanai Priksuwan eingewechselt. In der 88. Minute musste er das Spielfeld wieder verlassen. Für ihn kam Chairat Phounghom aufs Spielfeld. Sukhothai gewann das Spiel durch ein Tor von Maximilian Steinbauer in der 37. Minute mit 1:0. Für Ranong bestritt er 18 Ligaspiele. Nach der Saison 2021/22 wurde sein Vertrag nicht verlängert. Am 1. Juni 2022 verpflichtete ihn der Drittligist Samut Songkhram FC. Mit dem Verein aus Samut Songkhram spielte er neunmal in der Western Region der Liga. Wo er die Saison 2023/24 unter Vertrag stand, ist unbekannt. Im Sommer 2024 unterschrieb er in Rayong einen Vertrag bei dem in der Eastern Region spielenden Pluakdaeng United FC. Nach elf Ligaspielen wurde sein Vertrag nach der Hinrunde im Dezember 2024 nicht verlängert.